# Tepeköy, Arpaçay
Tepeköy là một xã thuộc huyện Arpaçay, tỉnh Kars, Thổ Nhĩ Kỳ. Dân số thời điểm năm 2010 là 254 người.